# Oram Po
Oram Po (inaczej Auto) – indyjski dramat sportowy w języku tamilskim wyreżyserowany w 2007 roku przez małżeństwo debiutantów Gayatri i Pushkara. W rolach głównych Arya i Pooja. Muzykę do filmu napisał G.V. Prakash Kumar znany z  Veyyil. Film dotyczy tematu wyścigów samochodowych.

## Obsada
- Pooja – Rani
- Arya – Chandru

## Muzyka i piosenki
Autorem muzyki jest G.V. Prakash Kumar.
- Oram Po – Auto Theme
- Idhu Enna Mayam
- Kozhi Kalu
- Yaar Iravinai
- Jigu Jickan
- Gun Ganapathy